# Olivier Pardini
Olivier Pardini (Oupeye, 30 de juliol de 1985) és un ciclista belga, professional des del 2011. Actualment corre a l'equip WB Veranclassic Aqua Protect.

## Palmarès
- 2010
  - Vencedor d'una etapa a la Volta a la província de Namur
- 2011
  - 1r a la Topcompétition
- 2012
  - 1r al Gran Premi Etienne De Wilde
- 2014
  - Vencedor d'una etapa al Sibiu Cycling Tour
- 2015
  - 1r a la Ronda van Midden-Nederland
- 2016
  - 1r a l'Istrian Spring Trophy
  - 1r al Circuit de les Ardenes i vencedor d'una etapa
  - Vencedor d'una etapa al Tour de Normandia